# Volstagg
Volstagg es un personaje de ficción que aparece en los cómics estadounidenses publicados por Marvel Cómics. Él es un miembro fundador de los Tres Guerreros, un trío de Asgardianos aventureros y apoyar elenco de Thor. Él es conocido por tener varios hijos. Estos incluyen, pero no se limitan a Hilde, Rolfe, y los adoptados Midgardianos (de la Tierra), Kevin y Mick.
El personaje es interpretado en el Marvel Cinematic Universe por Ray Stevenson en las películas Thor (2011), Thor: The Dark World (2013) y Thor: Ragnarok (2017).

## Historial de publicaciones
Volstagg apareció por primera vez en Journey into Mystery # 119 (agosto de 1965), y fue creado por Stan Lee y Jack Kirby.
No se ha tomado de los nórdicos (o cualquier otro), pero la mitología es una creación original, inspirado en Falstaff de Shakespeare de carácter y nombre.

## Biografía ficticia

### Batallas tempranas
Su historia de origen más allá de ser un miembro de la raza Asgard, un guerrero y aventurero, y un amigo de Thor no ha sido revelado. Volstagg está bastante avanzada en edad para un asgardiano, y se ha sugerido que era un muy respetado y temido guerrero en su mejor momento.
En cierto sentido, toda la carrera de Volstagg ha sido una larga historia de origen. El personaje fue introducido por primera vez en "Tales of Asgard" de relleno en Journey into Mystery # 119 (agosto de 1965), la revista lleva aventuras Asgardianas de Thor. Según lo previsto originalmente por Jack Kirby, Volstagg fue un gran patán, torpe muy dado de jactancia y jactancia: el último en la batalla y el primero en la victoria (por lo general inmerecida). Refiriéndose a sí mismo como "El León de Asgard", hizo que por lo general más problemas de los que resuelve y parecía totalmente inconsciente del caos que casi siempre es seguido en su estela. Un flashback revela en el Capitán Marvel # 42 cuenta cómo un Volstagg ebrio provocó la ira de Odín de derramar los secretos de los primeros gigantes del hielo a un Thor más joven. Curiosamente, fue considerado un compañero confiable y digno por sus amigos más cercanos y aliados, Fandral, Hogun y Thor.
Otro flashback mostró a Volstagg como un hombre delgado pero musculoso, un gran confidente de un Thor mismo. Hogun y Fandral, prácticamente desconocidos para él en ese momento, se unen con una búsqueda por una apuesta simplemente "animal doméstico" el Lobo Fenris. La criatura que ocupa una humillante derrota. Mecánica idea avanzada, que tienen su propio interés personal en Fenris, teorizar es esta derrota que llevó a los malos hábitos alimenticios de Volstagg.
En su primera aparición de cómic, Volstagg se unió a los Tres Guerreros en busca de Thor para el poder que había descifrado el Odinsword de Asgard. Aunque Volstagg, Fandral y Hogun habían sido reclutados por Loki, que demostraron ser fieles a Thor cuando llegó el momento. La primera batalla de Volstagg involucrado le cae principalmente sobre sus enemigos. Volstagg luego ayudó a repeler el ataque de los troles de vuelo de Thryheim, aunque él se encogió de gran parte de la lucha. Volstagg ayudó a derrotar a las fuerzas Harokin. A pesar de que este hombre era un enemigo declarado de Asgard, luchó tan bien y noblemente que Hela ella fue a buscarlo cuando un curso de la vida de las heridas se encontró con el señor de la guerra. Volstagg y los otros Asgardianos asistidos tanto como pudieron en el paseo de Harokin al Valhalla, porque todos honrados un guerrero, incluso uno en la oposición. Más tarde, Odín envía a los Tres Guerreros y Thor a una tierra mucho demolido. Volstagg se cayó en una trampa por el dragón Fafnir, que utiliza una ilusión. En otro incidente los cuatro fueron a liberar la tierra de Hogun del tirano asesino llamado Mogul de la montaña mística; Torpe de Volstagg le hizo perder sus compañeros y hacerse con una nueva. Sin embargo, tan pronto como él ganó un arma que era capaz de oponerse a Mogul, se precipitó de nuevo a sus amigos para ayudar en la batalla.
En otro aspecto de flashback, Volstagg confundió con un portal místico para un fuego calentamiento y literalmente se cayó en él. Una misión de rescate provoca una batalla destructiva que a su vez da la gran esfinge de Guiza su rostro único.

### Como miembro de reparto regular
A medida que los Tres Guerreros hizo apariciones cada vez más frecuentes en The Mighty Thor y otros títulos de Marvel, un lado un poco más heroico de su personalidad comenzó a surgir. En Tales To Astonish # 101, Volstagg se cuadró con El Incredible Hulk para dos paneles (antes de ser arrojado despectivamente en una zanja de la carretera por el gigante de piel verde); Volstagg ayudó a defender a Asgard contra el demonio Mangog (una criatura que posee el poder de un "billón de billones" de seres) y en Thor# 164, el León de Asgard se apresuró a través de un túnel para luchar contra Mangog, pero fue impedido cuando el pasaje resultó ser demasiado estrecho para acomodar su considerable circunferencia. Durante un viaje a Hades para rescatar a su compañero de armas Thor, Volstagg se ofreció a luchar contra Mephisto a cambio del alma de su amigo (a pesar de ser consciente de que el Dios del Trueno ya había vencido al Señor del infierno en un combate justo previamente). En última instancia, ayudó a Thor a escapar de Mephisto.
Un cambio real en el carácter de Volstagg se produjo a principios de los años setenta, cuando Thor y los Tres Guerreros Tres luchaban contra el parásito interestelar Ego-Prime en las calles de la ciudad de Nueva York: se escondían detrás de un montón de basura, Volstagg vio cómo se preparaba un grupo de monstruos extraterrestres. para devorar a una niña pequeña, un espectáculo que lo llevó a un notable (para él) despliegue de coraje y resolución. A pesar de su obvio terror, el Volumous One golpeó a las criaturas con sus propias manos y llevó al niño a la seguridad (se revelaría mucho más tarde que Volstagg era un hombre de familia y que nunca podría ver a un niño inocente perjudicado de ninguna manera).

### Bajo Walt Simonson
Tras una breve pausa hacia el final de los años setenta, Volstagg experimentó un renacimiento cuando Walt Simonson se hizo cargo de The Mighty Thor en 1982. Volviendo al concepto inicial de Kirby, Simonson redefine a Volstagg como un gran hombre simpático, un hombre amigo, un amigo a todos con una canción en su corazón (y un vaso en su mano). Un viejo guerrero bondadoso, algo más allá de su apogeo, Volstagg todavía es muy apreciado por sus compañeros, aunque solo sea por su divertida compañía y su incomparable capacidad para beber. Simonson también agregó otra dimensión que no se había visto antes en sus encarnaciones anteriores: un hogar lleno de niños.
Esta persona actualizada se convierte en un dispositivo de trama crucial en varios de los arcos de la historia clásica de Simonson: cuando Balder el Valiente regresa roto y desesperado de la tierra de los muertos, Volstagg toma al guerrero caído bajo su ala, presentándole las alegrías gemelas de la gula y la borrachera.
Cuando Surtur, el demonio de fuego, alza sus fuerzas para atacar la Tierra, Odín encarga a los Tres Guerreros que reúnan a todos los soldados a sus órdenes. Se observa que tal tarea hace que incluso Volstagg esté tranquilo. Más tarde, durante la batalla propiamente dicha en Manhattan, su jactancia regresa pero su habilidad para la batalla está siempre presente. Las tentaciones de la Tierra lo obligan a quedarse atrás, pero Hogun detiene esto; le dispara a Volstagg en la parte trasera con aproximadamente una docena de dardos tranquilizantes de Migdard. Esto es suficiente para aturdir y confundir al guerrero. En una trama posterior, cuando las acciones de Thor dejan huérfanos indirectamente a dos humanos (Kevin y Mick), los lleva a Asgard y los coloca bajo el cuidado de Volstagg.

### Nuevos mutantes
Volstagg y su familia también se han encontrado con los Nuevos Mutantes. Durante el primer viaje del grupo a Asgard, Volstagg se hace amigo de Roberto DaCosta, también conocido como Sunspot, desafiándolo a hazañas de fuerza, incluyendo la lucha de brazos y el levantamiento del propio Volstagg.
En la segunda visita del grupo, los niños de Volstagg se encuentran con Boom Boom, Hrimhari y Warlock, quienes huían de las fuerzas de Hela. La propia Hela actualmente está llevando a cabo un plan para matar a Odín y conquistar a Asgard. Los niños cambian de lugar con el grupo para enfatizar a sus mayores, cuando regresan, de la gravedad de la situación. Cuentan los héroes de Tiwaz, un poderoso hechicero que podría ayudarles en la lucha. Hrimhari, príncipe lobo de una tribu lejana de lobos, les cuenta a los niños que las historias de los hijos de Volstagg fueron contadas a su gente y fue un honor estar en deuda con ellas. Boom Boom, Warlock y Hrimhari rescatan a los Tres Guerreros de ser asesinados por la Reina Ula y su colmena. La pura circunferencia de Volstagg es suficiente para retrasar los planes, pero Tiwaz proporciona un hechizo mágico para reducir temporalmente al enorme guerrero. Los Tres Guerreros, varios asgardianos e incluso las tropas de la Reina Ula se unen a los Nuevos Mutantes; sus esfuerzos impiden que Hela mate a Odín.
Volstagg es más tarde superado por una plaga de misterio. Luego ayudó a defender a Asgard contra las fuerzas de Seth. Fue en una búsqueda con Thor para buscar a Ulagg. Ayudó a Los Vengadores en la batalla contra Blastaar. También luchó contra Ymir y Surtur. También intentó evitar que el segundo Thor (Eric Masterson) entre a Asgard.
Poco después de este punto, cuando Odín está despierto y consciente, su mente se ve superada por la influencia de Loki. Perseguidos, los Tres Guerreros Tres se ven obligados a huir, ganando un nuevo aliado en la forma de un joven guardia de palacio llamado Arko. Después de que esto se aclare, el trío y Thor están involucrados en la deshonrosa muerte del hijo de un gigante. Para redimirse, emprenden una aventura que involucra múltiples esfuerzos heroicos. Volstagg sufre mucho en el transcurso de esta búsqueda.

### El rol de Volstagg
Volstagg se usó principalmente como alivio de la comedia de la misma manera que Falstaff, sobre quien Volstagg fue modelado, fue el alivio de la comedia en el Enrique IV de Shakespeare. Stan Lee admitió que sus cómics estaban inspirados en Shakespeare, sus asgardianos que hablaban en inglés a medio camino entre Shakespeare y la Biblia King James. El nombre de Volstagg se deriva de Falstaff y la Saga völsunga de la mitología nórdica.
Volstagg, como Falstaff, es gordo, vano, jactancioso y cobarde, pero también es un buen compañero para el príncipe (Hal o Thor). Parece que sabe más sobre levantar una taza (su arma favorita, evidentemente) que sobre levantar una espada (de la que en realidad sabía muy poco). Irónicamente, cada vez que su coraje falla (ante la más mínima señal de peligro), la torpeza innata de Volstagg tomaría la victoria de las garras de la derrota. En un toque típicamente kirby, Volstagg, sin darse cuenta, salva la vida de sus compañeros en al menos dos ocasiones al tropezar con la única arma capaz de salvar el día (y luego afirma que su retiro cobarde inicial fue parte de un vasto plan maestro).
Cabe señalar que ha habido al menos dos historias secundarias sobre el pasado de Volstagg que lo presentaron como excepcionalmente bien construido y un guerrero capaz. Por otro lado, en la serie Thor: Son of Asgard (confirmado como canónico de los archivos del Manual Oficial de Asgardianos), Volstagg se describe como obeso y cobarde incluso como un hombre joven. Por extraño que parezca, aunque aparentemente algo mayor que Thor, no parece ser considerablemente mayor.
También se ha insinuado en numerosas ocasiones que dejó de ser marido y padre la vida de guerrero de tiempo completo.

### Ragnarok y el renacimiento
Con el tiempo, Loki provoca el Ragnarok. El ataque inicial destruye el reino de los enanos. Los Tres Guerreros Tres escapan a Alfheim, hogar de los elfos de la luz. Traen a Sif, que había perdido un brazo. Naglfar, un barco volador hecho de las uñas de los muertos, sigue y llueve flechas. Fandral y Hogun están perdidos. Sif, confundido y desorientado, escapa. Volstagg hace un hogar en una estatua de Frigga. Entierra todo lo que puede y quema los cuerpos del resto. Sus pruebas le hacen perder peso considerable.
Se vuelve a unir con Thor, quien lo despide de su desesperación y le da el martillo engendrado de uru de Geirrodur, el rey de los troles. Thor había encontrado al trol en la batalla y lo había matado, tomando su arma. Loki, hace semanas, usó el molde que hizo el martillo de Thor y creó muchas más armas similares. Más tarde, Volstagg recibe un segundo de estas armas, una utilizada por Ulik, otro enemigo vencido.
La batalla final de Ragnarok tiene lugar en Vanaheim. Allí, Volstagg lucha con el último de los defensores asgardianos. Surtur, liberado por Thor para otorgarle a su gente una muerte final significativa, encabeza la acusación. Sif, una soldado de Surtur, lanza a Volstagg por detrás mientras está a un pie de distancia. Sif es atravesada por flechas y también muere.
Al igual que con todos los asgardianos, ha regresado, esta vez a Midgard, donde ha surgido una nueva versión de Asgard en Oklahoma. Todos los Tres Guerreros estaban en la forma de tres soldados en África, y son el segundo grupo en renacer. Durante el cruce de la 'Invasión Secreta', Asgard es amenazado por varios Skrulls propulsados. Volstagg es esencial para distraer al Super-Skrull enviado para destruir a Asgard; los alienígenas son derrotados.

### Siege
Más tarde, Volstagg es responsable de poner en marcha los eventos que permitirían que ocurra el Asedio de Asgard, después de que se dirige a Chicago en busca de aventuras como las de Thor. Detiene un robo pero causa mucho daño. Él es atacado por los U-Foes (que estaban operando bajo las órdenes de Norman Osborn y Loki). El incidente destruye Soldier Field en Chicago, matando a muchos. Sin embargo, Volstagg fue enmarcado, haciendo que pareciera que su incompetencia mató a inocentes.
Ben Urich y Will Stern, reporteros de Nueva York y Chicago, luego se encuentran con Volstagg, quien regresa a Asgard para entregarse después de lo ocurrido en Soldier Field. Los dos se dan cuenta de que Osborn está usando Volstagg para superarse en la opinión pública. Se hacen amigos de Volstagg, quien les permite viajar con él a Asgard para una nueva perspectiva de la situación.
Ben Urich, Will Stern y Volstagg llegan a una barricada cuando se acercan a Broxton, Oklahoma y son vistos en su camioneta de noticias por agentes de H.A.M.M.E.R., un grupo controlado por Osborn. Volstagg sale de la camioneta y ordena a los agentes directamente, mientras que Ben y Will aceleran, pero son capturados solo unos momentos más tarde.
En la cárcel de Broxton, Volstagg está hablando con el sheriff y su ayudante mientras las noticias sobre el ataque a Asgard muestran imágenes de Thor golpeado. Al darse cuenta de que lo que está pasando está mal, el sheriff libera a Volstagg para que pueda ir a ayudar a defender su hogar. Sin embargo, Volstagg se detiene cuando se da cuenta de todas las mentiras que se están difundiendo sobre él y los otros asgardianos. El sheriff lo pone delante de una cámara web y Volstagg envía un video al mundo sobre lo que realmente sucedió en Chicago. La palabra se propaga rápidamente, y la gente en todas partes está empezando a cuestionar el ataque de Norman Osborn y H.A.M.M.E.R. a Asgard. Cuando Volstagg abandona la estación de policía, Thor aterriza frente a él y lo golpea contra el suelo. Volstagg se da cuenta de que este no es el verdadero Thor; este es el clon, Ragnarok. Lucha contra el clon en un campo desierto para evitar más daño, pero es golpeado. Ben y Will se vuelven a encontrar con Volstagg, y los tres ayudan a los asgardianos heridos después de que la ciudad haya caído. Finalmente, cuando Osborn intenta escapar después de los eventos, Volstagg lo detiene con un golpe de gracia. Volstagg más tarde pasa tiempo ayudando a reconstruir Soldier Field.
Cuando Odín planea destruir la Tierra para salvar al resto de los Mundos conocidos de la Serpiente del Miedo, Volstagg se ve obligado a ser uno de los hombres que mantienen a Thor bajo control. Odín cambia sus planes, llevando a un ejército a Midgard para matar a la Serpiente. Los Tres Guerreros, en la vanguardia, están justo a tiempo para ver a la Serpiente y Thor matándose en la batalla.

### Reconstruyendo
En Journey Into Mystery, Volstagg protege a Loki a pesar de sus dudas sobre su antiguo enemigo. A menudo se arrepiente de sus acciones, pero se recuerda a sí mismo que hizo un juramento. Su familia se restablece como existiendo durante el mismo Fear Itself. Volstagg asume los deberes de enlace entre Broxton, Oklahoma y su patria reformada, ahora llamada Asgardia y gobernada por la Madre de todos. La vida familiar de Volstagg, y su hija Hilde, aparecen en una debacle que libera a Fenris durante la mitad de la noche. Para evitar una paliza, Fenris promete someterse a su correa mágica Gliepnir si Hilde le trae una Manzana Dorada de Idunn.

### Contra Surtur
El antiguo demonio de fuego Surtur usa los rencores que el Vanaheim tiene contra Asgard para inflamar una guerra que afecta a los nueve reinos. Cuando Volstagg piensa que Loki es parte de él, una sugerencia de encarcelar al embaucador lleva a Thor a luchar contra los Tres Guerreros. La conexión de la Madre de Todos con el Vanaheim hace que pierdan su regencia de Asgard y Volstagg se convierte en el nuevo gobernante. Él lidera una guerra en gran parte de los nueve reinos. Él trata de dar un perdón a la Madre-Todo, pero se niegan, diciendo que la confianza de la gente no coincide con la de Volstagg. Más tarde, las fuerzas de Surtur son derrotadas gracias a Loki y Volstagg se retira para gobernar solo sobre su familia una vez más.
Más tarde, el enfoque de Journey Into Mystery cambia de Loki a Sif. Se muestra que la guerra de Surtur casi se ha llevado al hijo de Volstagg, Arnor, cuando se quema la biblioteca de Asgardia. Sif lo salva. Más tarde, la pacifista hija de Volstagg es golpeada por la espada rota de Fandral el Apuesto lanzada por una Sif enojada.
Las diversas tierras en los nueve reinos se reorganizan con el Congreso de los Mundos. Volstagg se convierte en el senador de Asgard a esta agrupación.
Cuando Thor no puede mover su martillo de la luna, alienta a Volstagg (y otros) a levantarlo. Volstagg intenta y no puede.
Una de las muchas funciones de Volstagg en el nuevo panorama político de Asgard está supervisando a Jane Foster, como ella necesita un compañero en sus visitas de quimioterapia.

### Convirtiéndose en Thor de guerra
A medida que aumentan las tensiones entre los Nueve Reinos debido al regreso de Cul y las cambiantes alianzas de los Elfos, Volstagg, golpeado por el dolor y la rabia después de haber presenciado la muerte de varios niños en un enfrentamiento con los demonios de fuego de Surtur, viaja a los restos del antiguo Asgard donde reclama el martillo desechado del fallecido Ultimate Thor. Esto lo transforma en el "War Thor". Impulsado por el poder de este martillo, Volstagg montó un asalto en Muspelheim, pero cuando comenzó a amenazar a los niños, Jane Foster enfrentó a su viejo amigo para convencerlo de que se retirara, aunque Odinson tuvo que hacer que Volstagg se diera cuenta de que sus acciones solo provocaban más conflictos en lugar de terminarlos.

## Poderes y habilidades
Volstagg posee una serie de atributos sobrehumanos convencionalmente que tienen todos los Asgardianos.
Volstagg posee una fuerza sobrehumana. Aunque todavía es más fuerte que la mayoría de los hombres de Asgard, que ya no está en su mejor momento físico. Aparte de su fuerza, algunos de otras capacidades físicas de Volstagg han disminuido, sobre todo debido a su obesidad. Volstagg de velocidad, resistencia y agilidad son ahora inferior a la de la mayor parte de su carrera.
Volstagg se vive extremadamente largo, aunque no es verdaderamente inmortal, y las edades mucho más lento que un ser humano. Los tejidos de su cuerpo también son sobrehumanamente resistentes a las lesiones físicas. Es posible que él, pero su fuerza de vida en lesionar le permite recuperar con rapidez y eficacia sobrehumana.
Volstagg ha demostrado la capacidad de aumentar su masa para hacerse casi inamovible.
En una serie de historias, Volstagg es representado como un guerrero excelente campo de batalla y en general es altamente competentes en todas las armas de Asgard; un excelente combatiente cuerpo a cuerpo, espadachín, jinete, y Archer, un excelente boxeador y un maestro del bastón. Su valor de la batalla de Volstagg es un poco limitado por su avanzada edad y tremenda la circunferencia. Sin embargo, Volstagg todavía es capaz de usar su masa misma a su ventaja en situaciones de combate. Se puede consumir grandes cantidades de comida y bebida.

## Otras versiones

### Tierra X
En la realidad alternativa de la Tierra X, los asgardianos eran en realidad extraterrestres que fueron manipulados por los celestiales para creer que eran los dioses del mito nórdico. Cuando se reveló la mentira, "Volstagg" y los otros asgardianos resumieron brevemente su forma ajena, pero más tarde regresaron a sus formas asgardianas. Volstagg apareció nuevamente para negar el paso del ejército del Doctor Strange al castillo de Lord Odín. Este intento falló y todos los Guerreros Tres mueren. Sin embargo, esto se usó como un plan más amplio para que Thor elimine el reino de Hel.

### Marvel Adventures
Los Tres Guerreros aparecen brevemente en el universo de Marvel Adventures en una capacidad de apoyo.

### Marvel Zombies
En el universo alternativo de Marvel Zombies, muchos héroes asisten a la sesión informativa de Nick Fury sobre cómo lidiar con la plaga de zombis, incluido Volstagg.

### MC2
Una versión anterior de Volstagg apareció en la futura serie alternativa llamada Last Planet Standing.

### Mutante X
Volstagg fue uno de los muchos que lucharon contra Beyonder y murieron en el universo de Mutante X.

### Thor: The Mighty Avenger
Un joven Thor se encuentra con los Tres Guerreros en Thor: The Mighty Avenger. El trío había llegado a Midgard para verificar la misión de Thor, solo para descubrir que el guerrero no tenía idea de qué era esa misión. Sin querer decirle a Thor de qué se trataba, el grupo sale a beber a Europa. Allí se encuentran, pelean y luego se hacen amigos del Capitán Britania.

### Ultimate Marvel
Volstagg el Voluminoso aparece brevemente en Ultimates 2 # 1, reuniéndose con Thor en el restaurante Terrace in the Sky en Morningside Heights. Él está allí para advertir a Thor de la trama de Loki contra él. Ninguno de los otros clientes puede ver Volstagg, y no estaba claro en ese momento si esto se debe a la interferencia de Loki o si Volstagg es simplemente un engaño de Thor. Durante la discusión, Volstagg afirma que Loki está reescribiendo la realidad incluso mientras hablan; Loki luego aparece en un panel como uno de los clientes del restaurante. Al final de Ultimates 2, se demostró que Thor era un dios y se infiere que Loki efectivamente estaba interfiriendo. Volstagg junto con los Tres del Guerrero, también aparecen en Ultimate Comics: Thor. Al principio, eran compañeros de entrenamiento para Loki, Thor y Balder. En esta continuidad, Volstagg ocupa una posición de autoridad con respecto al muro que rodea a Asgard. Más tarde, el trío aparentemente se sacrificó en un ataque de demora contra los Gigantes de Hielo y los nazis con carga mística. Volstagg, y la mayoría de los asgardianos son asesinados fuera del panel por los "Niños", una sociedad futurista dirigida por un enloquecido Reed Richards.

## En otros medios

### Televisión
- Volstagg hizo un cameo en El Hombre Araña y sus Increíbles Amigos, episodio "La venganza de Loki".
- Volstagg aparece en El escuadrón de superhéroes, con la voz de Ted Biaselli. En el episodio "Oh Hermano", él y los otros miembros de los Tres Guerreros, se muestran la lucha contra un ejército de Gigantes de Hielo. En los episodios "Organismo Mental Diseñado sólo para Besar" y "Invasor de la dimensión oscura", él, Hogun y Fandral se muestran en un flashback estar en una banda con Thor. En el episodio "Lo, ¿Cómo el Poderoso ha abdicado", Fandral informa del estado de Odín de Thor con el escuadrón de superhéroes.
- Volstagg aparece en The Avengers: Earth's Mightiest Heroes, expresado por Fred Tatasciore.
- Volstagg aparece en Avengers Assemble, episodio 15, "Planeta Doom", expresado nuevamente por Fred Tatasciore. Se le ve un banquete cuando Thor llega a Asgard, donde Thor era tarde para su día. En la tercera temporada, episodio 9, "Inhumanos entre Nosotros", se le vio en una lucha con Thor antes de terminar.
- Volstagg aparece en Hulk and the Agents of S.M.A.S.H. de la primera temporada, episodio "Por Asgard", expresado por Benjamin Diskin. Se encarga de ayudar a sus tres compañeros guerreros, Thor, Heimdall y los Agentes de S.M.A.S.H. en la lucha contra Malekith el Maldito y sus compañeros elfos oscuros.
- Volstagg aparece en Guardianes de la Galaxia, episodio 18, "La Guerra contra Asgard, Parte 1º: El Ataque del Rayo". Estuvo presente en Asgard con Loki, cuando él y los otros Asgardianos estando en el momento en que Thor estaba dirigiendo a los otros Asgardianos en la guerra contra Spartax.

### Cine
- Volstagg hace una aparición en la película animada directa a video Hulk vs Thor, con la voz de Jay Brazeau. Él, junto con el resto de los Tres Guerreros en montar ciegamente fuera para luchar contra Hulk.[65]
- Volstagg aparece en la animada directa a video de película Thor: Tales of Asgard,[66] expresado por Brent Chapman.
- Volstagg aparece en la película de 2011 de acción en vivo, Thor, interpretado por Ray Stevenson.[67] Stevenson vuelve a interpretar el papel en Thor: The Dark World[68] y Thor: Ragnarok.[69] Si bien aun disfruta de enormes cantidades de comida y juerga, y es el más grande de los Tres Guerreros, es un guerrero poderoso, valiente y hábil, que usa una greataxa de doble filo como su arma preferida. Él es asesinado por Hela en Thor: Ragnarok.

### Novelas
Volstagg tiene un cameo en la novela de Thor Dueling With Giants. Junto con Fandral, Hogun y otros asgardianos, corre para enfrentar una amenaza de troles que han evadido los sentidos de Heimdall.

### Los videojuegos
- Volstagg aparece como un personaje desbloqueable de tiempo limitado en Marvel: Avengers Alliance. Si no están bloqueadas, que pueden ser reclutados e interactúa especialmente en la batalla con Hogun o Fandral si bien es en el jugador del partido.